# 侯祁
侯祁（？—？），字應文，號望海，山東兖州府鄆城縣人，民籍，明朝政治人物。

## 生平
嘉靖二十八年（1549年）己酉科山東鄉試第十三名舉人。嘉靖三十二年（1553年）中式癸丑科會試第七十七名，三甲第二百七十八名進士。通政司观政，授直隶深泽知县，調荣河县，升兵部主事、郎中，出为岳州府知府。

## 家族
曾祖侯鏜，知州；祖父侯相；父侯勍，母徐氏。兄侯郡、侯遇（生员）、侯郊、弟侯邠、侯邾、侯郾（生员）。